# تپه ایروه ۲
تپه ایروه ۲ مربوط به قرون میانه اسلامی است و در شهرستان خرم‌آباد، بخش پاپی، دهستان سپیددشت، ۵۰۰ متری شرق روستای ایروه واقع شده و این اثر در تاریخ ۸ بهمن ۱۳۸۵ با شمارهٔ ثبت ۱۷۰۲۰ به عنوان یکی از آثار ملی ایران به ثبت رسیده است.